# 沃森級車輛運輸艦
沃森級車輛運輸艦是一款服役於美國軍事海運司令部的車輛運輸艦，主要任務為預先部署戰爭所需的軍用載具。其命名源自於在太平洋戰爭中犧牲並獲得榮譽勳章的中尉喬治·沃森。
沃森級首艦沃森號於1996年5月23日開始建造，1997年7月26日下水，並於1998年6月23日正式投入太平洋地區服役。最後一艘索德曼號，則於2000年10月31日開始建造，2002年4月26日下水，並於2002年9月24日正式服役於太平洋地區。

## 同級艦
| 艦名       | 舷號      | 造船廠           | 下水       | 服役       | 退役 | 現況   |
| ---------- | --------- | ---------------- | ---------- | ---------- | ---- | ------ |
| 沃森號     | T-AKR-310 | 國家鋼鐵造船公司 | 1997-07-26 | 1998-06-23 | 尚未 | 服役中 |
| 西斯勒號   | T-AKR-311 | 國家鋼鐵造船公司 | 1998-02-28 | 1998-12-01 | 尚未 | 服役中 |
| 達爾號     | T-AKR-312 | 國家鋼鐵造船公司 | 1998-10-02 | 1999-07-13 | 尚未 | 服役中 |
| 紅雲號     | T-AKR-313 | 國家鋼鐵造船公司 | 1999-08-07 | 2000-01-18 | 尚未 | 服役中 |
| 查爾頓號   | T-AKR-314 | 國家鋼鐵造船公司 | 1999-12-11 | 2000-05-23 | 尚未 | 服役中 |
| 沃特金斯號 | T-AKR-315 | 國家鋼鐵造船公司 | 2000-11-11 | 2001-03-02 | 尚未 | 服役中 |
| 波默羅伊號 | T-AKR-316 | 國家鋼鐵造船公司 | 2001-03-11 | 2001-08-14 | 尚未 | 服役中 |
| 索德曼號   | T-AKR-317 | 國家鋼鐵造船公司 | 2002-04-26 | 2002-09-24 | 尚未 | 服役中 |

## 補充
1. ↑  致敬因在太平洋戰爭中犧牲並獲得榮譽勳章的中尉喬治·沃森（英语：George Watson (Medal of Honor)）
2. ↑  致敬在越戰中犧牲並獲得榮譽勳章的中尉喬治·K·西斯勒（英语：George K. Sisler）
3. ↑  致敬在越戰中犧牲並獲得榮譽勳章的技術士拉里·G·達爾（英语：Larry G. Dahl）
4. ↑  致敬在韓戰中犧牲並獲得榮譽勳章的下士小米歇爾·紅雲（英语：Mitchell Red Cloud Jr.）
5. ↑  致敬在韓戰中犧牲並獲得榮譽勳章的中士科內利烏斯·H·查爾頓（英语：Cornelius H. Charlton）
6. ↑  致敬在韓戰中犧牲並獲得榮譽勳章的總士官長特拉維斯·E·沃特金斯（英语：Travis E. Watkins）
7. ↑  致敬在在韓戰中犧牲並獲得榮譽勳章的上等兵拉爾夫·E·波默羅伊（英语：Ralph E. Pomeroy）
8. ↑  致敬在突出部之役中因貢獻突出而獲得榮譽勳章的上等兵威廉·A·索德曼（英语：William A. Soderman）